# Aleš Řebíček
Aleš Řebíček (ur. 14 kwietnia 1967 w Kladnie) – czeski polityk, przedsiębiorca, samorządowiec i działacz piłkarski, członek Obywatelskiej Partii Demokratycznej (ODS), deputowany do Izby Poselskiej, w latach 2006–2009 minister transportu.

## Życiorys
W 1985 ukończył szkołę średnią we Frydku-Mistku, a w 1989 studia z zakresu ekonomiki transportu i komunikacji w VŠDS w Żylinie. Początkowo pracował jako projektant i inżynier w różnych przedsiębiorstwach. Od 1992 był zawodowo związany z koncernem Viamont, obejmując kierownicze stanowiska w jego strukturach (od 2005 jako doradca zarządu).
Zaangażował się w działalność polityczną w ramach Obywatelskiej Partii Demokratycznej. W 2002 i 2006 wybierany na radnego miejskiego w Cieplicach. W 2006 uzyskał mandat deputowanego do Izby Poselskiej. Od września 2006 do stycznia 2009 sprawował urząd ministra transportu w dwóch rządach Mirka Topolánka. Pod koniec urzędowania media publikowały teksty zarzucające ministrowi konflikt interesów w związku z kontraktami, jakie uzyskiwała jego uprzednia firma Viamont.
Powrócił później do sektora prywatnego. W 2011 nabył klub piłkarski Slavia Praga, objął w nim funkcję prezesa. Odszedł z klubu w 2015, gdy swoje udziały sprzedał chińskiemu przedsiębiorstwu.